# Симомура, Садаму
Садаму Симомура (яп. 下村 定, 23 сентября 1887, префектура Коти, Японская империя — 25 марта 1968) — генерал Императорской армии Японии и последний министр армии Японской империи.

## Биография
Симомура был родом из префектуры Коти, окончил Военную академию Императорской армии Японии в 1908 году. Вместе с ним учились принц Ясухико, принц Нарухико, принц Нарухиса, Мицуру Усидзима, Хэйтаро Кимура, Такаси Сакаи и Сёдзиро Иида. В 1916 году окончил Высшую военную академию Императорской армии Японии. После службы на ряде кадровых и административных должностей в Генеральном штабе Императорской армии Японии Симомура в 1919 году был отправлен военным атташе во Францию. После возвращения в 1921 году служил в бюро стратегии и планирования Генерального штаба. Был членом японской делегации на Женевской морской конференции в 1928—1929 и в 1931 году. В 1933—1935 годах был командиром 1-го полевого полка тяжёлой артиллерии.
В 1935 году Симомура служил в штабе Квантунской армии, получил звание генерал-майора в 1936 году. В 1936—1937 годах был начальником 4-го бюро Генерального штаба (историческая картография), и 1-го бюро (операции) в 1937—1938 годах. Он был убеждённым сторонником более решительных действий против Гоминьдана в районе Шанхая, и его рекомендации повлияли на решение японского Генерального штаба разрешить высадку 10-й армии в начале битвы за Шанхай.
Симомура был произведён в генерал-лейтенанты в 1939 году. Он был назначен начальником артиллерийского училища в 1940 году. В 1942 году назначен командующим 13-й армии. Задачей 13-й армии было сдерживание возможной высадки союзников в районе Шанхая.
22 марта 1944 года Симомура стал командующим Западной армии. Её задачей была защита от возможной высадки союзников. 22 ноября 1944 года он вернулся в Китай в качестве командующего Северо-Китайским фронтом.
В 1945 году Симомура получил звание полного генерала, и 23 августа 1945 года был назначен министром армии. Одной из причин его выбора было то, что он никогда не участвовал в боевых действиях против США в любой точке своей военной карьеры. Симомура был также одновременно последним генеральным инспектором боевой подготовки. Его основной задачей на должности был контроль за демобилизацией японских войск.
Как и все другие члены бывшего правительства Японии, Симомура был заключён под стражу американскими оккупационными властями в 1946—1947 годах. Был освобождён без суда.
В июне 1959 года он был избран в Палату советников на один срок при поддержке Либерально-демократической партии Японии. Симомура погиб в ДТП 25 марта 1968 года.